# Benarrabá
Benarrabá è un comune spagnolo di 522 abitanti situato nella comunità autonoma dell'Andalusia.